# Station Köln-Bocklemünd
Station Köln-Bocklemünd (Duits: Bahnhof Köln-Bocklemünd) is een voormalig station in de Duitse gemeente Keulen. Het station lag aan de lijn Keulen - Rheydt. Het station werd in 1899 geopend en 1970 gesloten. Het station werd min of meer overbodig door de aanleg van de lijnen 3 en 4 van de Stadtbahn van Keulen. Van 1970 tot 1974 werd dit station nog incidenteel gebruikt tijdens voetbalwedstrijden van 1. FC Köln. In 1980 werd het station voor één dag nog een keertje gebruikt tijdens de mis van Paus Johannes Paulus II in de dichtbijgelegen wijk Keulen-Ossendorf.
In 1984 werd het station uiteindelijk afgebroken.
0,0: Köln-Ehrenfeld ·
1,7: Köln-Ehrenfeld Gbf ·
5,6: Köln-Bocklemünd ·
11,5: Pulheim ·
15,5: Stommeln ·
20,0: Rommerskirchen ·
24,3: Oekoven ·
27,6: Erftwerk ·
31,3: Grevenbroich ·
35,0: Gubberath ·
38,7: Jüchen ·
41,5: Hochneukirch ·
46,4: Rheydt-Odenkirchen ·
49,4: Rheydt Hbf